# در کام مرگ

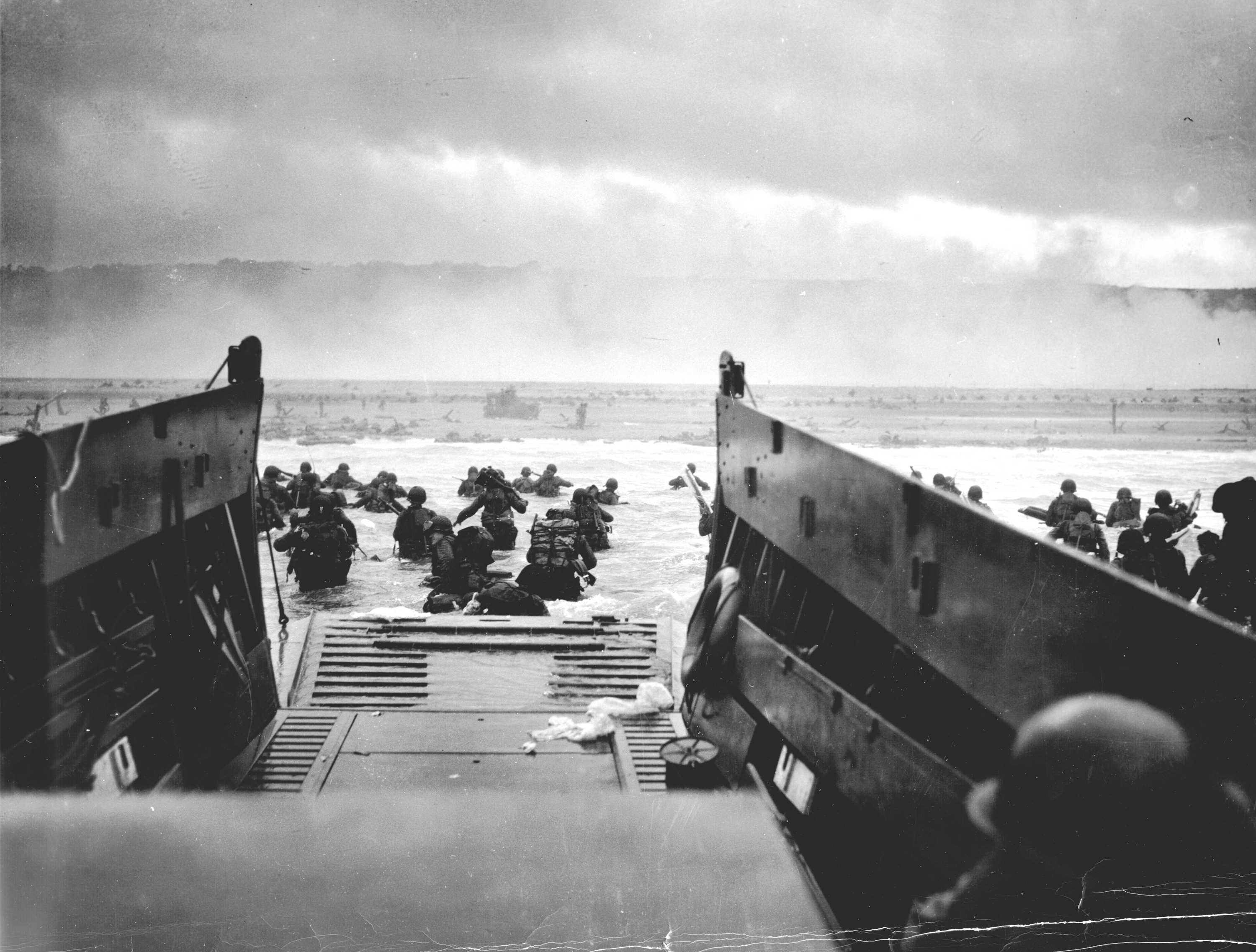
نگاره «در کام مرگ»

در کام مرگ (به انگلیسی: Into the Jaws of Death) نگاره‌ای است که در تاریخ ۶ ژوئن ۱۹۴۴ توسط رابرت اف. سارجنت ثبت شده‌است. این نگاره به تصویر کشنده یورش سربازان لشکر پیاده‌نظام یکم نگهبان ساحلی ایالات متحده آمریکا به سوی ساحل نرماندی در عملیات اورلرد است.

## منایع
- مشارکت‌کنندگان ویکی‌پدیا. «Into the Jaws of Death». در دانشنامهٔ ویکی‌پدیای انگلیسی، بازبینی‌شده در ۲۳ مهر ۱۳۹۱.